# Чемпіонат світу з футболу 1938
Чемпіонат світу з футболу 1938 року — третій чемпіонат світу серед чоловічих збірних команд з футболу, що проходив з 4 по 19 червня 1938 року у Франції.
Збірна Італії, переможець домашнього чемпіонату світу 1934, обіграла у фіналі змагання команду Угорщини і захистила свій чемпіонський титул, ставши першим в історії дворазовим чемпіоном світу. Головний тренер переможців Вітторіо Поццо лишається єдиним наставником, який двічі приводив свої команди до перемог у світовій футбольній першості.

## Країна-господар
Країною-господарем чемпіонату світу 1938 року на зустрічі ФІФА у Берліні 13 серпня 1936 була обрана Франція, яка обійшла Аргентину і Німеччину вже у першому ж раунді голосування. Рішення провести другу поспіль світову першість в Європі (після турніру в Італії 1934 року) спричинило невдоволення у Південній Америці, більшість представників якої знялися зі змагання перед початком кваліфікаційного раунду.

## Кваліфікаційний раунд
Участі у відборі на турнір не брали відразу декілька з найсильніших збірних світового футболу. Зокрема збірні Уругваю і Аргентини відмовилися від участі на знак протесту проти другого поспіль проведення фінальної частини світової першості у Європі. А збірна Іспанії не змогла взяти участь через громадянську війну в цій країні.
Уперше в історії чемпіонатів світу збірна його країни-господарки (Франція) автоматично отримала місце у фінальному турнірі. Також уперше від необхідності проходження кваліфікаційного раунду був звільнений чинний чемпіон світу (Італія). Останнє правило протрималося з 1938 по 2002 рік (включно), після чого діючі чемпіони світу знову мають проходити через відбір на наступну світову першість.
Таким чином під час кваліфікаційного раунду розігрувалися 14 путівок до фінальної частини першості, одинадцять з яких складали квоту Європи, ще за дві мали змагатися представники американського континенту, а остання відводилася представнику Азії. Таким чином на турнірі були представлені лише три команди з-поза меж Європи, що є рекордом з найменшого представництва команд з-поза континенту, що приймав фінальну частину світової першості. При цьому усі три представники інших континентів (збірні Бразилії, Куби і Нідерландської Ост-Індії) стали учасниками чемпіонату світу без боротьби у кваліфікації, адже усі їх суперники знялися зі змагання.
Збірна Австрії успішно подолала кваліфікаційний раунд, проте згодом знялася зі змагання через втрату країною суверенітету внаслідок аншлюсу Третім Рейхом. Багато австрійських футболістів приєдналися до складу збірної Німеччини, хоча деякі, включаючи зірку тогочасного австрійського футболу Маттіаса Сінделара, відмовилися грати за об'єднану команду. Попри це збірній Латвії, яка поступилася австрійцям у заключному раунді відбору, не було запропоновано змінити їх у фінальній частині чемпіонату, натомість місце Австрії залишилося вакантним, і Швеція, що мала грати з нею в 1/8 фіналу, автоматично стала учасником чвертьфіналів.
Чемпіонат 1938 року став дебютною світовою першістю для чотирьох команд — збірних Польщі, Норвегії, Куби і Нідерландської Ост-Індії (зараз — Індонезії), причому для двох останніх він залишається єдиним в їх історії.

### Учасники фінального турніру
За результатами кваліфікаційного раунду учасниками фінального турніру стали 16 збірних. Після зняття зі змагання збірної Австрії через аншлюс країни Третім Рейхом кількість учасників чемпіонату скоротилася до 15.
| - Австрія (знялася) - Бельгія - Бразилія - Куба - Чехословаччина - Нідерландська Ост-Індія - Франція (господарі) - Німеччина | - Угорщина - Італія (діючі чемпіони) - Нідерланди - Норвегія - Польща - Румунія - Швеція - Швейцарія |

## Міста та стадіони
Для проведення ігор чемпіонату готувалися 11 стадіонів у 10 містах Франції. Єдина гра, що планувалася на стадіоні Жерлан у Ліоні не відбулася через зняття зі змагання збірної Австрії, тож фактично ігри першості проходили на 10 спортивних аренах.
| Коломб (передмістя Парижа) | Марсель | Париж | Бордо             |
| -------------------------- | --- | --- | ----------------- |
| Стад Олімпік де Коломб     | Велодром                                                                                                   | Парк де Пренс                                                                                              | Парк Лескюр       |
| Місткість: 60 000          | Місткість: 48 000                                                                                          | Місткість: 40 000                                                                                          | Місткість: 34 694 |
|                            | | |                   |
| Страсбург                  | Антіб Бордо Гавр Лілль Марсель Коломб Париж Реймс Страсбург ТулузаЧемпіонат світу з футболу 1938 (Франція) | Антіб Бордо Гавр Лілль Марсель Коломб Париж Реймс Страсбург ТулузаЧемпіонат світу з футболу 1938 (Франція) | Гавр              |
| Стад де ла Мено            | Антіб Бордо Гавр Лілль Марсель Коломб Париж Реймс Страсбург ТулузаЧемпіонат світу з футболу 1938 (Франція) | Антіб Бордо Гавр Лілль Марсель Коломб Париж Реймс Страсбург ТулузаЧемпіонат світу з футболу 1938 (Франція) | Стад Мунісіпаль   |
| Місткість: 30 000          | Антіб Бордо Гавр Лілль Марсель Коломб Париж Реймс Страсбург ТулузаЧемпіонат світу з футболу 1938 (Франція) | Антіб Бордо Гавр Лілль Марсель Коломб Париж Реймс Страсбург ТулузаЧемпіонат світу з футболу 1938 (Франція) | Місткість: 22 000 |
|                            | Антіб Бордо Гавр Лілль Марсель Коломб Париж Реймс Страсбург ТулузаЧемпіонат світу з футболу 1938 (Франція) | Антіб Бордо Гавр Лілль Марсель Коломб Париж Реймс Страсбург ТулузаЧемпіонат світу з футболу 1938 (Франція) |                   |
| Реймс                      | Тулуза | Лілль | Антіб             |
| Велодром Мунісіпаль        | Стад дю Т. О.Е. К.                                                                                         | Стад Вітор Буке                                                                                            | Стад дю Фор Карре |
| Місткість: 21 684          | Місткість: 15 000                                                                                          | Місткість: 15 000                                                                                          | Місткість: 7 000  |
|                            | | |                   |

## Формат
Для чемпіонату 1938 року була збережена олімпійська система, що використовувалася на пеопередньому чемпіонаті світу — команди починали зі стадії 1/8 фіналу і вибували зі змагання після першого ж програшу. Якщо гра завершувалася унічию після 90 хвилин основного часу, призначалися 30 хвилин додаткового часу. У випадку, якщо й додатковий час не визначав переможця, на наступний день призначалося перегравання. Це був останній раз, коли на чемпіонаті світу з футболу застосовувалося олімпійська система, надалі матчам на вибування завжди передував принаймні один груповий раунд.

## Перебіг турніру

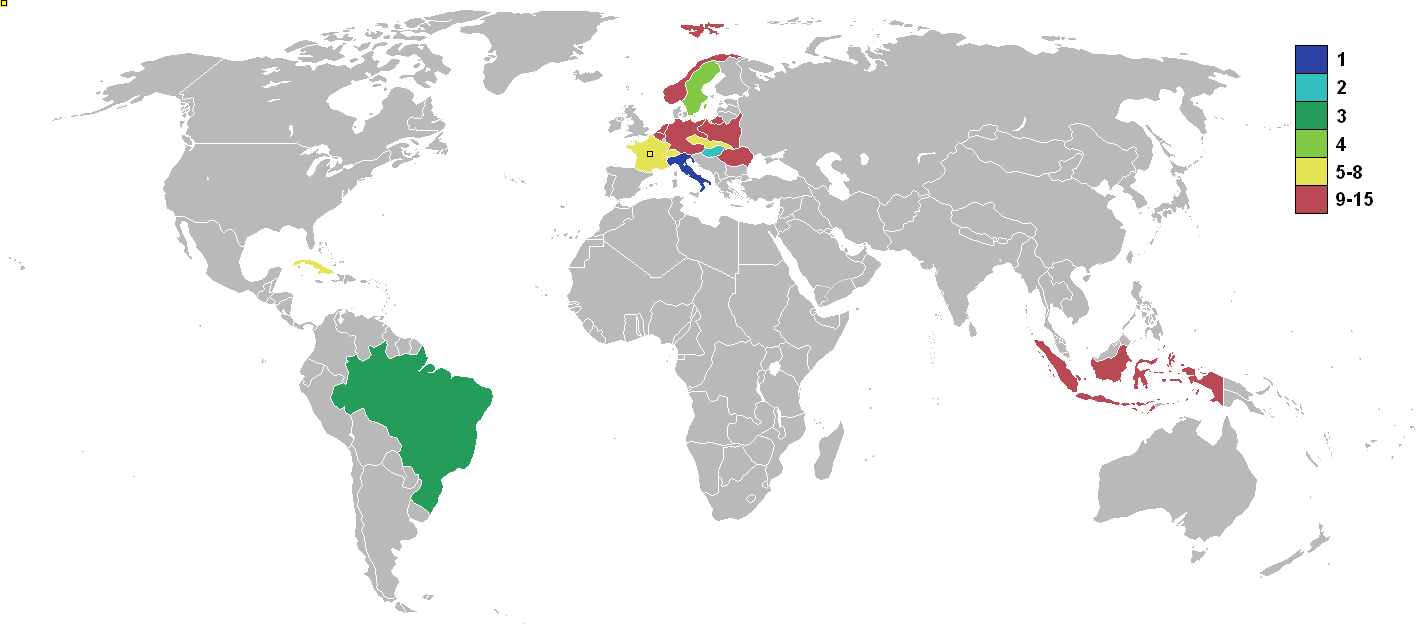
Учасники фінального турніру чемпіонату світу 1938 і їх результати

До сіяних, тобто номінальних фаворитів пар стадії 1/8 фіналу, на жеребкуванні 5 березня 1938 року у Парижі були зараховані збірні Бразилії, Італії, Куби, Німеччини, Угорщини, Франції і Чехословаччини. Команда ж Швеції після зняття Австрії відразу отримала місце у чвертьфіналі.
П'ять із семи матчів 1/8 фіналу завершилися нічиїми в основний час і потребували додаткового часу, за результатами якого у двох випадках переможця також не було визначено і за регламентом змагання потребувалося перегравання. В одному з перегравань збірна Куби обіграла румунів, а в іншому збірна Німеччини вела в рахунком 2:0 у грі проти Швейцарії, проте все ж поступилася з рахунком 2:4. Згодом у цій поразці звинуватили тренера німців Зеппа Гербергера, а також п'ятьох футболістів, які раніше захищали кольори збірної Австрії. Зокрема один з німецьких журналістів зазначив, що «німці та австрійці продовжували боротися між собою, навіть граючи в одній команді».
На стадії чвертьфіналів збірна Швеції, яка пройшла туди через зняття зі змагання Австрії, надвпевнено здолала кубінців з рахунком 8:0. Господарі турніру, французи, поступилися діючим чемпіонам світу, збірній Італії, а Швейцарія програла Угорщині. Ані основний, ані додатковий час гри між Чехословаччиною і Бразилією, яка увійшла до історії як один з найбрудніших і найжорстокіших матчів чемпіонатів світу, в якому було три вилучення і ціла низка гравців зазнала важких травм, не виявив переможця (підсумкова нічия 1:1). У переграванні, яке відбулося наступного дня, південноамериканці мінімально здолали чехословаків, послаблених відсутністю освовного голкіпера Франтішека Планічки, якому у першій грі зламали руку, і нападника Олдржиха Неєдлого, який тоді ж отримав перелом ноги. Цей матч був останнім переграванням в історії чемпіонатів світу.
До фіналу чемпіонату вийшли Угорщина, яка у півфіналі не залишила шансів Швеції, перемігши з рахунком 5:1, а також діючі чемпіони світу, італійці, які мінімально (2:1) здолали збірну Бразилії, що згодом здобула бронзові нагороди першості, вигравши 4:2 у шведів у матчі за третє місце.
У фінальній грі, що проходила у передмісті Парижа на Стад Олімпік де Коломб, збірна Італії завдяки дублям від її головних бомбардирів Джино Колауссі і Сільвіо Піоли з рахунком 4:2 взяла гору над Угорщиною, ставши таким чином першим в історії дворазовим чемпіоном світу з футболу. Її настувник Вітторіо Поццо і досі лишається єдиним тренером, якому вдавалося приводити свою команду до двох перемог на чемпіонатах світу. Через Другу світову війну, яка розпочалася на наступний рік після чемпіонату світу 1938, світова футбольна першість не проводилася до 1950 року, що дозволило італійцям також стати рекордсменами за тривалістю володіння титулом найсильнішої збірної світу — їх результат склав 16 років (з їх першого чемпіонства у 1934 і до 1950 року).

## Склади команд
Кожна збірна-учасник турніру мала право заявити для участі в ньому 22 гравців. Повні заявки команд наведені у статті Чемпіонат світу з футболу 1938 (склади команд).

## Фінальна стадія

### Турнірна сітка
|  | 1/8 фіналу              | 1/8 фіналу             |                     |       | Чвертьфінали | Чвертьфінали |                   |                   | Півфінали | Півфінали |  |  | Фінал | Фінал |
|  |                         |                        |                     |       |              |              |                   |                   |           |           |  |  |       |       |
|  | 5 червня – Марсель      |                        |                     |       |              |              |                   |                   |           |           |  |  |       |       |
|  |                         |                        |                     |       |              |              |                   |                   |           |           |  |  |       |       |
|  | Італія (aet)            | 2                      |                     |       |              |              |                   |                   |           |           |  |  |       |       |
|  | Італія (aet)            | 2                      | 12 червня — Коломб  |       |              |              |                   |                   |           |           |  |  |       |       |
|  | Норвегія                | 1                      |                     |       |              |              |                   |                   |           |           |  |  |       |       |
|  | Норвегія                | 1                      | Італія              | 3     |              |              |                   |                   |           |           |  |  |       |       |
|  | 5 червня — Коломб       |                        | Італія              | 3     |              |              |                   |                   |           |           |  |  |       |       |
|  |                         | Франція                | 1                   |       |              |              |                   |                   |           |           |  |  |       |       |
|  | Франція                 | Франція                | 1                   | 3     |              |              |                   |                   |           |           |  |  |       |       |
|  | Франція                 |                        | 16 червня — Марсель | 3     |              |              |                   |                   |           |           |  |  |       |       |
|  | Бельгія                 | 1                      |                     |       |              |              |                   |                   |           |           |  |  |       |       |
|  | Бельгія                 | 1                      | Італія              | 2     |              |              |                   |                   |           |           |  |  |       |       |
|  | 5 червня — Страсбург    |                        | Італія              | 2     |              |              |                   |                   |           |           |  |  |       |       |
|  |                         | Бразилія               | 1                   |       |              |              |                   |                   |           |           |  |  |       |       |
|  | Бразилія (aet)          | Бразилія               | 1                   | 6     |              |              |                   |                   |           |           |  |  |       |       |
|  | Бразилія (aet)          | 12 і 14 червня — Бордо |                     | 6     |              |              |                   |                   |           |           |  |  |       |       |
|  | Польща                  | 5                      |                     |       |              |              |                   |                   |           |           |  |  |       |       |
|  | Польща                  | 5                      | Бразилія            | 1 (2) |              |              |                   |                   |           |           |  |  |       |       |
|  | 5 червня — Гавр         |                        | Бразилія            | 1 (2) |              |              |                   |                   |           |           |  |  |       |       |
|  |                         | Чехословаччина         | 1 (1)               |       |              |              |                   |                   |           |           |  |  |       |       |
|  | Чехословаччина (aet)    | Чехословаччина         | 1 (1)               | 3     |              |              |                   |                   |           |           |  |  |       |       |
|  | Чехословаччина (aet)    |                        | 19 червня — Коломб  | 3     |              |              |                   |                   |           |           |  |  |       |       |
|  | Нідерланди              | 0                      |                     |       |              |              |                   |                   |           |           |  |  |       |       |
|  | Нідерланди              | 0                      | Італія              | 4     |              |              |                   |                   |           |           |  |  |       |       |
|  | 5 червня — Реймс        |                        | Італія              | 4     |              |              |                   |                   |           |           |  |  |       |       |
|  |                         | Угорщина               | 2                   |       |              |              |                   |                   |           |           |  |  |       |       |
|  | Угорщина                | Угорщина               | 2                   | 6     |              |              |                   |                   |           |           |  |  |       |       |
|  | Угорщина                | 12 червня — Лілль      |                     | 6     |              |              |                   |                   |           |           |  |  |       |       |
|  | Нідерландська Ост-Індія | 0                      |                     |       |              |              |                   |                   |           |           |  |  |       |       |
|  | Нідерландська Ост-Індія | 0                      | Угорщина            | 2     |              |              |                   |                   |           |           |  |  |       |       |
|  | 4 і 9 червня — Париж    |                        | Угорщина            | 2     |              |              |                   |                   |           |           |  |  |       |       |
|  |                         | Швейцарія              | 0                   |       |              |              |                   |                   |           |           |  |  |       |       |
|  | Швейцарія               | Швейцарія              | 0                   | 1 (4) |              |              |                   |                   |           |           |  |  |       |       |
|  | Швейцарія               |                        | 16 червня — Париж   | 1 (4) |              |              |                   |                   |           |           |  |  |       |       |
|  | Німеччина               | 1 (2)                  |                     |       |              |              |                   |                   |           |           |  |  |       |       |
|  | Німеччина               | 1 (2)                  | Угорщина            | 5     |              |              |                   |                   |           |           |  |  |       |       |
|  | 5 червня — Ліон         |                        | Угорщина            | 5     |              |              |                   |                   |           |           |  |  |       |       |
|  |                         | Швеція                 | 1                   |       | Фінал        | Фінал        |                   |                   |           |           |  |  |       |       |
|  | Швеція                  | Швеція                 | 1                   | w/o   | Фінал        | Фінал        |                   |                   |           |           |  |  |       |       |
|  | Швеція                  | 12 червня — Антіб      | 12 червня — Антіб   | w/o   |              |              | 19 червня — Бордо | 19 червня — Бордо |           |           |  |  |       |       |
|  | Австрія                 | 12 червня — Антіб      | 12 червня — Антіб   | —     |              |              | 19 червня — Бордо | 19 червня — Бордо |           |           |  |  |       |       |
|  | Австрія                 | Швеція                 | 8                   | —     | Бразилія     | 4            |                   |                   |           |           |  |  |       |       |
|  | 5 і 9 червня — Тулуза   | Швеція                 | 8                   |       | Бразилія     | 4            |                   |                   |           |           |  |  |       |       |
|  |                         | Куба                   | 0                   |       | Швеція       | 2            |                   |                   |           |           |  |  |       |       |
|  | Куба                    | Куба                   | 0                   | 3 (2) | Швеція       | 2            |                   |                   |           |           |  |  |       |       |
|  | Куба                    |                        |                     | 3 (2) |              |              |                   |                   |           |           |  |  |       |       |
|  | Румунія                 | 3 (1)                  |                     |       |              |              |                   |                   |           |           |  |  |       |       |
|  | Румунія                 | 3 (1)                  |                     |       |              |              |                   |                   |           |           |  |  |       |       |

### 1/8 фіналу

#### Швейцарія— Німеччина
| 4 червня 1938 17:00 |

| Швейцарія    | 1–1      | Німеччина   |
| ------------ | -------- | ----------- |
| Абегглен 43' | Протокол | Гаухель 29' |

| Парк де Пренс, Париж Глядачів: 27 152 Арбітр: Джон Лангенус (Бельгія) |

#### Угорщина— Нідерландська Ост-Індія
| 5 червня 1938 17:00 |

| Угорщина                                                | 6–0      | Нідерландська Ост-Індія |
| ------------------------------------------------------- | -------- | ----------------------- |
| Кохут 13' Тольді 15' Шароші 28', 89' Женгеллер 35', 76' | Протокол |                         |

| Велодром Мунісіпаль, Реймс Глядачів: 9 000 Арбітр: Рожер Конрі (Франція) |

#### Швеція— Австрія
| 5 червня 1938 |

| Швеція | не відбувся | Австрія |
| ------ | ----------- | ------- |
|        |             |         |

| Жерлан, Ліон |

#### Куба— Румунія
| 5 червня 1938 17:00 |

| Куба                           | 3–3 (д.ч.) | Румунія                          |
| ------------------------------ | ---------- | -------------------------------- |
| Сокорро 44', 103' Магрінья 69' | Протокол   | Біндя 35' Бараткі 88' Добаї 105' |

| Стад дю Т. О.Е. К., Тулуза Глядачів: 7 000 Арбітр: Джузеппе Скарпі (Італія) |

#### Франція— Бельгія
| 5 червня 1938 17:00 |

| Франція                   | 3–1      | Бельгія       |
| ------------------------- | -------- | ------------- |
| Венант 1' Ніколя 16', 69' | Протокол | Ісемборгс 38' |

| Стад Олімпік де Коломб, Коломб Глядачів: 30 454 Арбітр: Ганс Вютріх (Швейцарія) |

#### Італія— Норвегія
| 5 червня 1938 17:00 |

| Італія                | 2–1 (д.ч.) | Норвегія    |
| --------------------- | ---------- | ----------- |
| Ферраріс 2' Піола 94' | Протокол   | Брустад 83' |

| Велодром (стадіон), Марсель Глядачів: 19 000 Арбітр: Алоїз Беранек (Німеччина) |

#### Бразилія— Польща
| 5 червня 1938 17:30 WEST (UTC+1) |

| Бразилія                                           | 6–5      | Польща                                             |
| -------------------------------------------------- | -------- | -------------------------------------------------- |
| Леонідас 18', 93', 104' Ромеу 25' Перасіо 44', 71' | Протокол | Шерфке 23' (пен.) Вілімовський 53', 59', 89', 118' |

| Стад де ла Мено, Страсбург Глядачів: 13 452 Арбітр: Іван Еклінд (Швеція) |

| Бразилія | Польща |

| ВР               | Бататаїш        |
| ЗХ               | Машадо          |
| ЗХ               | Домінгос да Гія |
| ППЗ              | Зезе Прокопіо   |
| ЦПЗ              | Мартім (к)      |
| ЛПЗ              | Афонсіньйо      |
| ПФН              | Лопес           |
| ПН               | Ромеу           |
| ЛН               | Перасіо         |
| ЛФН              | Еркулес         |
| ЦФ               | Леонідас        |
| Головний тренер: |                 |
| Адемар Пімента   |                 |

| ВР               | Едвард Мадейський     |
| ЗХ               | Антоній Галецький     |
| ЗХ               | Владислав Щепаняк (к) |
| ППЗ              | Евальд Дитко          |
| ЦПЗ              | Ервін Ниц             |
| ЛПЗ              | Вільгельм Гура        |
| ПФН              | Герард Водаж          |
| ПН               | Ернест Вілімовський   |
| ЛН               | Леонард Піонтек       |
| ЛФН              | Ришард Пєц            |
| ЦФ               | Фрідріх Шерфке        |
| Головний тренер: |                       |
| Юзеф Калужа      |                       |

| Асистенти арбітра: Луї Пуассан (Франція) Ернест Кіссенбергер (Франція) |

#### Чехословаччина— Нідерланди
| 5 червня 1938 18:30 |

| Чехословаччина                       | 3–0 (д.ч.) | Нідерланди |
| ------------------------------------ | ---------- | ---------- |
| Коштялек 93' Земан 111' Неєдлий 118' | Протокол   |            |

| Стад Мунісіпаль, Гавр Глядачів: 11 000 Арбітр: Люсьєн Леклерк (Франція) |

#### Перегравання: Швейцарія— Німеччина
| 9 червня 1938 18:00 |

| Швейцарія                                 | 4–2      | Німеччина                   |
| ----------------------------------------- | -------- | --------------------------- |
| Валашек 42' Біккель 64' Абегглен 75', 78' | Протокол | Ганеманн 8' Лерчер 22' (аг) |

| Парк де Пренс, Париж Глядачів: 20 025 Арбітр: Іван Еклінд (Швеція) |

#### Перегравання: Куба— Румунія
| 9 червня 1938 18:00 |

| Куба                      | 2–1      | Румунія   |
| ------------------------- | -------- | --------- |
| Сокорро 51' Фернандес 57' | Протокол | Добаї 35' |

| Стад дю Т. О.Е. К., Тулуза Глядачів: 8 000 Арбітр: Альфред Бірлем (Німеччина) |

### Чвертьфінали

#### Швейцарія— Угорщина
| 12 червня 1938 17:00 |

| Швейцарія | 0–2      | Угорщина                 |
| --------- | -------- | ------------------------ |
|           | Протокол | Шароші 40' Женгеллер 89' |

| Стад Анрі Жоріс, Лілль Глядачів: 15 000 Арбітр: Рінальдо Барлассіна (Італія) |

#### Швеція— Куба
| 12 червня 1938 17:00 |

| Швеція                                                                    | 8–0      | Куба |
| ------------------------------------------------------------------------- | -------- | ---- |
| Г. Андерссон 9', 81', 89' Веттерстрем 22', 37', 44' Келлер 80' Нюберг 84' | Протокол |      |

| Стад дю Фор Карре, Антіб Глядачів: 7 000 Арбітр: Авсустін Кріст (Чехословаччина) |

#### Франція— Італія
| 12 червня 1938 17:00 |

| Франція     | 1–3      | Італія                     |
| ----------- | -------- | -------------------------- |
| Ессерер 10' | Протокол | Колауссі 9' Піола 51', 72' |

| Стад Олімпік де Коломб, Коломб Глядачів: 58 455 Арбітр: Луї Баерт (Бельгія) |

#### Бразилія— Чехословаччина
| 12 червня 1938 17:00 |

| Бразилія     | 1–1      | Чехословаччина     |
| ------------ | -------- | ------------------ |
| Леонідас 30' | Протокол | Неєдлий 65' (пен.) |

| Парк Лескюр, Бордо Глядачів: 22 021 Арбітр: Паль фон Герцка (Угорщина) |

| ВР               |  | Валтер          |     |
| ЗХ               |  | Домінгос да Гія |     |
| ЗХ               |  | Машадо          |     |
| ПЗ               |  | Афонсіньйо      |     |
| ПЗ               |  | Мартім (к)      | 89' |
| ПЗ               |  | Зезе Прокопіо   | 14' |
| НП               |  | Еркулес         |     |
| НП               |  | Леонідас        |     |
| НП               |  | Лопес           |     |
| ПН               |  | Перасіо         |     |
| НП               |  | Ромеу           |     |
| Головний тренер: |  |                 |     |
| Адемар Пімента   |  |                 |     |

| ВР               |  | Франтішек Планічка (к) |     |
| ЗХ               |  | Фердинанд Даучик       |     |
| ЗХ               |  | Ярослав Бургр          |     |
| ПЗ               |  | Ярослав Боучек         |     |
| ПЗ               |  | Йозеф Коштялек         |     |
| ПЗ               |  | Властиміл Копецький    |     |
| НП               |  | Антонін Пуч            |     |
| НП               |  | Ян Ржига               | 89' |
| НП               |  | Йозеф Лудль            |     |
| НП               |  | Ладіслав Шимунек       |     |
| НП               |  | Олдржих Неєдлий        |     |
| Головний тренер: |  |                        |     |
| Йозеф Мейснер    |  |                        |     |

| Асистенти арбітра: Джузеппе Скарпі Шарль де ла Саль |

#### Перегравання: Бразилія— Чехословаччина
| 14 червня 1938 18:00 |

| Бразилія                 | 2–1      | Чехословаччина |
| ------------------------ | -------- | -------------- |
| Леонідас 57' Роберто 62' | Протокол | Копецький 25'  |

| Парк Лескюр, Бордо Глядачів: 18 141 Арбітр: Жорж Капдевіль (Франція) |

### Півфінали

#### Угорщина— Швеція
| 16 червня 1938 18:00 |

| Угорщина                                                   | 5–1      | Швеція    |
| ---------------------------------------------------------- | -------- | --------- |
| Якобссон 19' (аг) Тіткош 37' Женгеллер 39', 85' Шароші 65' | Протокол | Нюберг 1' |

| Парк де Пренс, Париж Глядачів: 20 000 Арбітр: Люсьєн Леклерк (Франція) |

#### Італія— Бразилія
| 16 червня 1938 18:00 |

| Італія                         | 2–1      | Бразилія  |
| ------------------------------ | -------- | --------- |
| Колауссі 51' Меацца 60' (пен.) | Протокол | Ромеу 87' |

| Велодром, Марсель Глядачів: 33 000 Арбітр: Ганс Вютріх (Швейцарія) |

### Гра за третє місце
| 19 червня 1938 17:00 |

| Швеція                 | 2–4      | Бразилія                                |
| ---------------------- | -------- | --------------------------------------- |
| Юнассон 28' Нюберг 38' | Протокол | Ромеу 44' Леонідас 63', 74' Перасіо 80' |

| Парк Лескюр, Бордо Глядачів: 12 000 Арбітр: Джон Лангенус (Бельгія) |

### Фінал
| 19 червня 1938 17:00 |

| Італія                          | 4:2      | Угорщина             |
| ------------------------------- | -------- | -------------------- |
| Колауссі 6', 35' Піола 16', 82' | Протокол | 8' Тіткош 70' Шароші |

| Стад Олімпік де Коломб, Коломб Глядачів: 45 000 Арбітр: Жорж Капдевілль (Франція) |

## Бомбардири
Найкращим бомбардиром світової першості став бразилець Леонідас, який забив сім голів у ворота суперників. Загалом 42 гравці відзначилися 84 забитими голами, включаючи два автоголи.
7 голів
| - Леонідас |

5 голів
- Дьєрдь Шароші
- Дьюла Женгеллер
- Сільвіо Піола

4 голи
- Джино Колауссі
- Ернест Вілімовський

3 голи
| - Перасіо - Ромеу - Ектор Сокорро | - Гаррі Андерссон - Арне Нюберг | - Густав Веттерстрем - Андре Абегглен |

2 голи
| - Олдржих Неєдлий - Жан Ніколя | - Паль Тіткош | - Штефан Добаї |

1 гол
| - Генрі Ісемборгс - Роберто - Томас Фернандес - Хосе Магрінья - Властиміл Копецький - Йозеф Коштялек - Йозеф Земан - Оскар Ессерер | - Еміль Венант - Йозеф Гаухель - Вільгельм Ганеманн - Вільмош Кохут - Геза Тольді - П'єтро Ферраріс - Джузеппе Меацца - Арне Брустад | - Фрідріх Шерфке - Юліу Бараткі - Сілвіу Біндя - Туре Келлер - Свен Юнассон - Альфред Біккель - Ежен Валашек |

1 автогол
- Свен Якобссон (у грі проти Угорщини)
- Ернст Лерчер (у грі проти Німеччини)